# Мансанеке
Мансанеке (ісп. Manzaneque) — муніципалітет в Іспанії, у складі автономної спільноти Кастилія-Ла-Манча, у провінції Толедо. Населення — 465 осіб (2010).
Муніципалітет розташований на відстані близько 85 км на південь від Мадрида, 31 км на південний схід від Толедо.

## Демографія
Динаміка населення (INE ):

## Галерея зображень

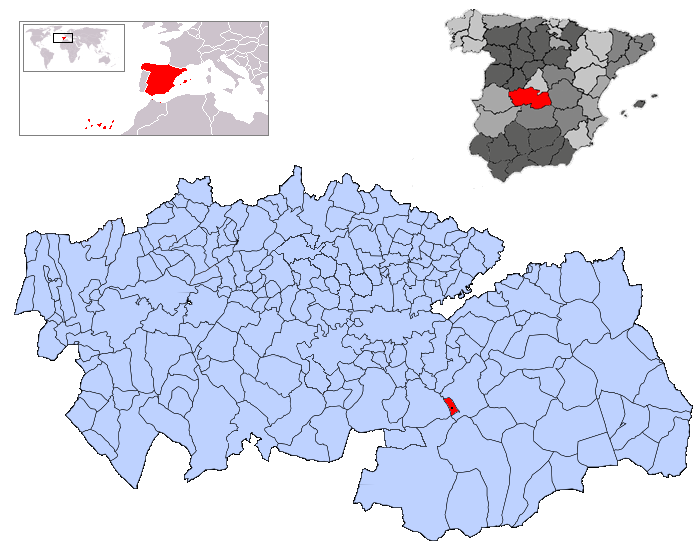
Розташування муніципалітету у провінції Толедо